# Nimbus (motorcykel)
 For alternative betydninger, se Nimbus. (Se også artikler, som begynder med Nimbus)
Nimbus var et dansk motorcykelmærke produceret fra 1919 til 1960 af 'Fisker og Nielsen', som også producerer Nilfisk støvsugere og andre industri-rengøringsmaskiner.
Danmarks eneste seriefabrikerede motorcykel, som blev fremstillet i to forskellige udgaver, begge med en 4-cylindret rækkemotor på 750 cm³, er bemærkelsesværdig på flere måder.

## Historie
Sammen med H.M.Nielsen producerede P.A. Fisker elektriske motorer, og fra omkring 1910 de første støvsugere i Europa. Fisker mente, han kunne udvikle en motorcykel med sit eget specielle design, og sidst i 1918 besluttede han sig for at bygge en prototype.

### "Kakkelovnsrøret"
Den havde 4 cylindret rækkemotor på 746 cm³, som trak på baghjulet gennem en kardanaksel i stedet for kædetræk, som de fleste andre motorcykler havde, og stadig har. Dens ca. 10 HK gav den en topfart på omkring 85 km/t med sidevogn monteret. Den havde affjedring på både for- og baghjul, og den fik tidligt tilnavnet "Kakkelovnsrøret" på grund af benzintankens udformning i et tykt rør, som også var en del af stelkonstruktionen. Der blev fremstillet to maskiner mere i 1919, men masseproduktionen kom først i gang i 1920, efter at firmaet 'Fisker & Nielsen' var blevet dannet.
Efter at være blevet skuffet over det dårlige salg, begyndte Fisker at deltage i alle de motorcykelløb, han kunne, ofte med sidevogn monteret, og fik derved opbygget et godt ry for maskinen. Ikke desto mindre resulterede de forhøjede skatter samt den økonomiske krise i 1920'erne i, at produktionen helt standsede omkring 1928 efter kun at have lavet 1252 maskiner.

### Type C
Sammen med sønnen, Anders Fisker, begyndte Fisker på design af en ny maskine i 1932, og i 1934 demonstrerede de en Nimbus motorcykel type 'C'. Den havde stadig kardantræk, men en helt nydesignet 18- (senere 22) HK motor, og et stel lavet af sammennittet fladjern, formet så det gik rundt om tanken, omtrent som samtidens pladestels-motorcykler. Det var også den første producerede mc, der havde teleskopforgaffel, et år før 'BMW R12'. Dens specielle udstødningslyd gav den hurtigt tilnavnet 'Humlebien'.
Den første kunde fik sin "C" i sommeren 1934, og humlebien blev hurtigt den mest solgte mc i Danmark, solgt af et net af forhandlere i det meste af landet. Både postvæsnet, forsvaret og politiet var store kunder. I 1939 inden 2. verdenskrig brød ud, brugte regeringen 50 millioner kr. på at motorisere hæren med bl.a. type "c".
Under besættelsen 1940 – 1945 var det svært for fabrikken at skaffe materialer, så der blev kun fremstillet 600 maskiner i disse år.
Lige efter krigen blev en forbedret motor testet, men da fabrikken ikke havde problemer med at sælge alle de maskiner, de kunne, blev det besluttet, ikke at lave disse nye, for ikke at skulle investere i nye maskiner. I stedet blev der kun lavet få ændringer af den eksisterende model, som så som regel kunne overføres til at opgradere ældre modeller.
Den danske hær købte omkring 20% af den totale produktion, postvæsnet købte også en hel del, og brugte dem så sent som i 1976. Politiet, som også var en stor kunde, udfasede dog Nimbussen ret tidligt, sidst i 1950'erne, da de var for langsomme til at indhente de moderne biler og mc'er; topfarten på solomc'en var blot 120 km/h, og det endda kun for en kort 'spurt'. Kun få maskiner blev eksporteret.
I 1950'erne blev der konstrueret flere prototyper, såvel 4-cylindrede som en 2-cylindret model med bagaffjedring, men ingen kom dog i produktion.
Utallige mindre detaljer på humlebien blev ændret gennem perioden, nogle af de større var skift fra håndbetjent til fodbetjent gearskift, større bremser og forbedret forgaffel. Men det grundlæggende design blev aldrig ændret, og efterhånden som interessen for små biler steg sidst i 1950'erne, som en konsekvens af at disse blev billigere og dermed lettere at anskaffe, faldt interessen for mc'er og dermed også salget af Nimbus, som stoppede i 1960, da den sidste leverance til hæren var leveret.

## Overlevende eksemplarer
Af omkring 12000 producerede Nimbus er der stadig mere end 4000 indregistreret og formentlig køreklare i Danmark alene, samt måske nogle få hundrede udenfor Danmark, mest i Tyskland og USA. Måske omkring 4000 flere findes sikkert stadig på museer og i samlinger, som ikke er registreret.
Selv i dag, 50 år efter fabrikationen stoppede, er det stadig muligt, og endda forholdsvis billigt, at købe reservedele til Nimbusserne.
Takket være designets pålidelighed er det stadig muligt og økonomisk at bruge den til hverdagskørsel.
Men i dag kører de fleste ejere formentlig dog kun nogle få tusinde km om året.
Desuden, da de fleste Nimbus blev solgt med sidevogn fra fabrikken, er der stadig mange, der får monteret denne igen.
Den blå Nimbus på billedet er ikke bygget som en 'sport', da den har udstødningen fra en standardmodel. Den har 'militær'-type forlygte og speedometer, og en uoriginal baglygte og nummerpladeholder.